# Doliops imitator
Doliops imitator är en skalbaggsart som beskrevs av Schultze 1918. Doliops imitator ingår i släktet Doliops och familjen långhorningar.
Artens utbredningsområde är Filippinerna. Inga underarter finns listade i Catalogue of Life.